# ウーヴェ・グロノスタイ
ウーヴェ・グロノスタイ（Uwe Gronostay、1939年10月25日 - 2008年11月29日）は、ドイツの指揮者。
ヒルデスハイム出身。15歳でブラウンシュヴァイクの聖ヤコブ教会のオルガニストを務め、ハノーファーとブレーメンで教会音楽を学んだ。1961年にはシエーナのキジアーナ音楽院に留学している。1963年からブレーメンのカントールを務める傍らでブレーメン放送にもしばらくフリーランスの職員として加わった。1966年には北ドイツ合唱団を結成。1972年から1987年までRIAS室内合唱団の指揮者を務め、2007年に同合唱団から名誉指揮者の称号を贈られた。1987年から1997年までネーデルランド室内合唱団の芸術監督を務めた。1982年から2002年までベルリン・フィルハーモニー合唱団の指揮者を兼任。1986年からフランクフルト音楽院で後進の指導に当たったが、1989年にベルリン芸術大学の合唱指揮の教授に転出し、2003年に退任した。
ベルリンにて没。